# Микенски език
Микенският език е най-старата форма на гръцкия език, който се говори в континенталната част на Гърция и Крит през век 16 до 11 век пр.н.е.. Повечето от надписите и намерена керамика са в Кносос и Пилос. Диалектът е известен като микенски тогава, защото първите образци са били открити в двореца в Микена и са свързани с Микенската цивилизация.

## Правопис
Микенският език е запазен в Линеар Б, който се състои от около 200 сричкообразуващи знаци и логограми. По същество, ограничен е броят на сричкообразуващите знаци, които трябва да представляват много по-голям брой на произведените срички, по-добре представени фонетично с буквите от азбуката.